# Paragraphe (linguistique)
Dans un sens général, le paragraphe est un passage de texte écrit en prose, délimité du reste du texte par des procédés graphiques. Du point de vue stylistique, c’est un fragment unitaire par le fait qu’il développe un certain point de l’ensemble dont il fait partie.
Le paragraphe est entré dans la sphère d’intérêt de la linguistique en tant que partie d’un discours, les notions de texte et de discours étant considérées, du moins par certains linguistes, comme des synonymes qui se réfèrent à un produit pouvant être aussi bien écrit qu’oral.

## Caractéristiques du paragraphe
Le texte ou le discours étant construit sur une microstructure, une mésostructure et une macrostructure, le paragraphe en est une partie cohérente, qui prend naissance au niveau mésostructurel. Il a les caractéristiques suivantes :
- C’est une unité sémantique et fonctionnelle.
- Son unité est assurée par un thème (au sens d’idée, de sujet[4]) ou par une structure sémantique de premier plan.
- Dans sa structure interne, il y a souvent une unité centrale constituant un point culminant. Celui-ci dénomme le thème du paragraphe.
- Dans la mesure où il existe, le point culminant du paragraphe se trouve à son début ou à sa fin.

La structure interne du paragraphe et la création de ses limites sont influencées, à côté de sa propre structure sémantique, par le type de texte, par le thème général de celui-ci, par le contexte situationnel, par la motivation de l’émetteur du texte.

## Cohésion du paragraphe
D’ordinaire, le paragraphe est composé de plusieurs phrases simples et/ou complexes, interconnectées par des procédés spécifiques qui assurent sa cohésion.

### Au niveau microstructurel
L’un des types de relations à ce niveau se réalise à l’aide d’éléments langagiers comme :
- des éléments anaphoriques, qui se réfèrent à quelque chose qui est exprimé dans une phrase antérieure à celle où ils se trouvent, par exemple :
  - des pronoms, des verbes, des adverbes : (en) He did that there « Il a fait cela là-bas ». Dans cette phrase, chaque mot reprend les éléments d’une phrase précédente, qui pourrait être John painted this picture in Bermuda « John a peint ce tableau aux Bermudes »[6].
  - l’article défini : (hu) Tegnap hárman kértek szállást a fogadóban. A vendégek két napig maradtak. « Hier trois personnes ont demandé à être hébergées à l’auberge. Les clients y sont restés deux jours. »
  - des suffixes : Péter bejött a szobába. Leült, és olvasni kezdte az újságot. Mari is eljött. A barátja azonban otthon maradt. « Péter est entré dans la pièce. Il s’est assis et a commencé à lire le journal. Mari est venue aussi. Son ami, par contre, est resté chez lui. » Le suffixe de type désinence -t se réfère au sujet de la phrase antérieure, Péter, et le suffixe personnel possessif -ja, correspondant à l’adjectif possessif français, se réfère au même mot.
  - un élément répété ou repris par un synonyme : A szomszédék a bejárat elé állították kocsijukat. A kocsi/jármű még egy hét múlva is ott volt. « Les voisins on garé leur voiture devant l’entrée. La voiture/Le véhicule y était encore une semaine plus tard. »
- des éléments cataphoriques, qui anticipent quelque chose existant dans la phrase qui suit celle où ils se trouvent : (en) I said this/the following : … « J’ai dit ceci : … », Here is the 9 o’clock news « Voici les informations de 9 heures »[7], (hu) Ezt kóstold meg! Ilyen jó halászlét még nem ettél. « Goûte-moi ça ! Tu n’as jamais mangé de soupe de poisson aussi bonne. »

Des relations microstructurelles d’un autre type se créent entre le discours et la situation de communication (le contexte situationnel), qui est extérieure au discours. Elles se réalisent par des éléments langagiers se référant aux personnes (celle du locuteur, celle du/des destinataire(s) du message, à un/des tiers), au lieu, au temps, à la modalité des actions, à une qualité, etc., éléments appelés déictiques. Ceux-ci peuvent être des pronoms personnels et démonstratifs, des adverbes (de lieu et de temps), des formes temporelles du verbe. Dans (en) I am hungry « J’ai faim », par exemple, le pronom personnel indique le fait qu’il s’agit de celui/celle qui parle, dans It’s muggy here « Il fait lourd ici », l’adverbe indique le fait que le locuteur parle du lieu où il se trouve, dans There’s a full moon today « Il y a pleine lune aujourd’hui », l’adverbe indique le fait que la constatation est valable pour le jour où le locuteur parle. Dans la plupart des cas, les pronoms déictiques sont en même temps anaphoriques ou cataphoriques. Dans le discours oral, un élément déictique peut aussi être non verbal, par exemple un geste.

### Au niveau mésostructurel
L’un des types de connexion mésostructurelle est réalisé en répétant l’un des membres de la structure thème-rhème de la phrase. Exemples :
- (sr + hr) Slavko vidi Olgu. Olgu vidimo i mi « Slavko voit Olga. Olga, nous aussi la voyons ». Le thème de la première phrase est Slavko (information déjà connue du récepteur) et son rhème – vidi Olgu (information nouvelle pour le récepteur). La partie principale du rhème de la première phrase (Olgu) devient le thème de la seconde[10].
- (hu) Holnap az idő vagy esős lesz vagy napsütéses. Ha esik, itthon maradunk. Ha süt a nap, elmegyünk kirándulni « Demain, le temps sera ou bien pluvieux, ou bien ensoleillé. S’il pleut, nous resterons chez nous. S’il fait du soleil, nous irons en excursion ». Dans la première phrase, le rhème a deux parties importantes, pluvieux et ensoleillé. La première devient le thème de la seconde phrase, et la deuxième – le thème de la troisième phrase.

En s’interconnectant de diverses façons, les thèmes et les rhèmes réalisent une progression thématique.
Un autre type de relation mésostructurelle entre phrases simples et phrases complexes voisines est celle de coordination, analogue à celle qui peut exister entre propositions d’une phrase complexe, avec la même typologie. La coordination copulative peut se réaliser par simple juxtaposition de phrases, lorsqu’on exprime une succession d’événements : (hu) Péter bejött a szobába. Leült, és olvasni kezdte az újságot « Péter est entré dans la pièce. Il s’est assis et a commencé à lire le journal ».
La coordination se réalise également par des mots ou groupes de mots appelés « marqueurs de relation » par certains auteurs. Ces marqueurs font partie d’une classe plus grande, celle des connecteurs, comprenant les conjonctions aussi, qui fonctionnent à l’intérieur des propositions et des phrases complexes. Il y a aussi des types de coordination autres que copulative, réalisés par des marqueurs de relation :
- coordination adversative : Michel est d’accord avec le projet. Par contre, il refuse de travailler avec cette équipe.[12]
- coordination disjonctive : Tout le monde a une métaphysique. Patente, latente. Je l’ai assez dit. Ou alors on n’existe pas. (Charles Péguy)[13]
- coordination conclusive : (en) There has been no rainfall for some time. The ground is therefore very dry. « Il n’a pas plu depuis quelque temps. C’est pourquoi la terre est très sèche. »[14]
- coordination explicative : (hu) Tavasszal alaposan fel kell újítani a töltéseket. Az őszi árvizek ugyanis megrongálták a gátakat a folyó igen hosszú szakaszán. « Au printemps, il faut refaire les digues minutieusement. C’est que les inondations d’automne ont détérioré les digues sur un tronçon très long de la rivière. »

D’autres relations aussi sont exprimées par des marqueurs de relation :
- addition : Internet est une source inépuisable d’informations. De plus, c’est un remarquable outil de communication.
- énumération : Internet est une source d’informations facilement accessible. Premièrement, de plus en plus de gens sont « branchés » au bureau ou à la maison. Deuxièmement, ces dernières années, une multitude de cafés Internet ont vu le jour, partout dans le monde.
- concession : La Toile est un outil de communication d’une rare efficacité. Bien sûr, il arrive parfois que le réseau soit débordé […].
- explication : Internet est un instrument de recherches remarquable. En effet, en quelques minutes seulement, l’utilisateur du Net peut accéder […].
- illustration : L’autoroute électronique comporte tout de même certains désavantages. Ainsi, la publicité inonde […] les internautes.
- synthèse : Bien qu’Internet soit perfectible et que la qualité des informations qu’on y retrouve laisse parfois à désirer, de plus en plus de gens […] en découvrent les multiples possibilités. En somme, l’inforoute demeure un merveilleux outil d’information et de communication.
- situation dans le temps : En 2001, 46 % des Québécois naviguaient dans Internet mensuellement. On peut maintenant présumer que la moitié des Québécois visitent la Toile fréquemment.

Il existe encore d’autres relations exprimées par des marqueurs de relation, par exemple selon Čirgić 2010 :
- situation dans l’espace : Ušli su u jednu sobicu na kraju hodnika. Onđe nije bilo ničega. « Ils sont entrés dans une petite chambre au bout du couloir. Là, il n’y avait rien. »
- manière : Obilazio je pogon triput dnevno. Tako je mogao imati uvid u sve što se događa. « Il faisait la ronde trois fois par jour dans l’usine. Ainsi il pouvait avoir un regard sur tout ce qui s’y passait. »
- but : Hoćahu da obiđu sve glavne gradove južne Evrope. S tom namjerom krenuše na put krajem prošle neđelje. « Ils voulaient passer par toutes les villes importantes de l’Europe du Sud. C’est avec cette intention qu’ils sont partis la semaine dernière. »
- condition : Ljekove nikako ne smijete prestati uzimati. U tome slučaju bilo bi uzaludno sve što smo dosad napravili. « En aucune façon vous ne devez cesser de prendre les médicaments. Dans un tel cas, tout ce que nous avons fait jusqu’à présent serait pour rien. »
- exclusion : Svi su bili onđe već u osam. Samo se on pojavio tek poslije devet. « Tous étaient présents à huit heures déjà. Seul lui est apparu à peine après neuf heures. »
- accentuation : Mislim da je krajnje vrijeme za odlazak. Štoviše trebali smo otići i prije. « Je pense qu’il serait grand temps de partir. Plus que ça, on aurait dû partir plus tôt. »

## Le paragraphe en relation avec les paragraphes voisins
Le paragraphe n’est que partiellement isolé des paragraphes voisins. On opère entre eux des passages à l’aide d’une sous-classe des connecteurs appelée « organisateurs textuels », qui marquent en même temps l’ordre et la progression des idées, réalisant ainsi la cohésion du texte au niveau macrostructurel. Les marqueurs de relation peuvent eux aussi être des organisateurs textuels, surtout dans les discours argumentatifs, introduisant tour à tour les arguments et une conclusion. Ils se trouvent le plus souvent en début de paragraphe. Par exemple, le premier paragraphe nomme le thème du discours et formule une thèse à son sujet, le deuxième paragraphe, qui peut commencer par D’abord,… ou Premièrement,… présente un premier argument, le troisième paragraphe, débutant par exemple par Ensuite,… ou Deuxièmement,…, avance un deuxième argument. Le quatrième paragraphe présente éventuellement une concession, en commençant par exemple par Bien sûr,…, qu’on peut rejeter dans le même paragraphe par une phrase débutant par Mais… ou Cependant,…. Le dernier paragraphe est conclusif, pouvant commencer par En somme,… ou En conclusion,….
La typolgie des organisateurs textuels est partiellement la même que celle des marqueurs de relation. Ils peuvent être généraux ou occasionnels. Il y a des organisateurs textuels de temps (ensuite, au cours du XXe siècle), d’espace et de lieu (à côté, au bord de la rivière), d’énumération, ordre ou succession (pour commencer, enfin), d’explication ou de justification (autrement dit, pour cette raison), de hiérarchisation (surtout, par-dessus tout), d’opposition et de concession (au contraire, certes), de conclusion (en somme, en conclusion).
Il y a aussi des organisateurs textuels qui n’existent pas en tant que marqueurs de relation, ayant parfois la forme d’une phrase entière. À l’écrit, ils sont pour la plupart toujours en début de paragraphe. Exemples d’organisateurs de texte temporels dans une légende : Une vingtaine d’étés durant,… ; Elle était toute jeune encore… ; Depuis que le vieillard était disparu,… ; Tous les jours, l’été, lorsque le soleil commençait à baisser,… ; Cet automne-là,… ; Et puis un soir,…

## Sources bibliographiques
- (en) Browne, Wayles et Alt, Theresa, A Handbook of Bosnian, Serbian, and Croatian [« Manuel de bosnien, serbe et croate »], SEELRC, 2004 (consulté le 12 février 2019)
- (en) Bussmann, Hadumod (dir.), Dictionary of Language and Linguistics [« Dictionnaire de la langue et de la linguistique »], Londres – New York, Routledge, 1998  (ISBN 0-203-98005-0) (consulté le 12 février 2019)
- Chartrand, Suzanne-G. et al., Grammaire pédagogique du français d’aujourd’hui, Boucherville (Québec), Graficor, 1999  (ISBN 2-89242-560-3)
- (cnr) Čirgić, Adnan ; Pranjković, Ivo ; Silić, Josip, Gramatika crnogorskoga jezika [« Grammaire du monténégrin »], Podgorica, Ministère de l’Enseignement et des Sciences du Monténégro, 2010  (ISBN 978-9940-9052-6-2) (consulté le 12 février 2019)
- (ro) Constantinescu-Dobridor, Gheorghe, Dicționar de termeni lingvistici [« Dictionnaire de termes linguistiques »], Bucarest, Teora, 1998 ; en ligne : Dexonline (DTL) (consulté le 12 février 2019)
- (en) Crystal, David, A Dictionary of Linguistics and Phonetics [« Dictionnaire de linguistique et de phonétique »], 4e édition, Blackwell Publishing, 2008  (ISBN 978-1-4051-5296-9) (consulté le 8 avril 2023)
- Dubois, Jean et al., Dictionnaire de linguistique, Paris, Larousse-Bordas/VUEF, 2002 (consulté le 8 avril 2023)
- (en) Eastwood, John, Oxford Guide to English Grammar [« Guide Oxford de la grammaire anglaise »], Oxford, Oxford University Press, 1994  (ISBN 0-19-431351-4) (consulté le 8 avril 2023)
- Grevisse, Maurice et Goosse, André, Le Bon Usage. Grammaire française, Bruxelles, De Boeck Université, 2007, 14e édition,  (ISBN 978-2-8011-1404-9) (consulté le 8 avril 2023)
- (hu) Hangay, Zoltán, « Szövegtan [« Textologie »], A. Jászó, Anna (dir.), A magyar nyelv könyve [« Le livre de la langue hongroise »], 8e édition, Budapest, Trezor, 2007  (ISBN 978-963-8144-19-5), p. 521-554 (consulté le 12 février 2019)
- Trésor de la langue française informatisé (TLFi) (consulté le 12 février 2019)
- (hu) Tolcsvai Nagy, Gábor, « 6. fejezet – Szövegtan » [« Chapitre 6 – Textologie »], Kiefer, Ferenc (dir.), Magyar nyelv [« La langue hongroise »], Budapest, Akadémiai Kiadó, 2006  (ISBN 963-05-8324-0), p. 108-126 (consulté le 8 avril 2023)
- Vitrine linguistique, Banque de dépannage linguistique (BDL), Office québécois de la langue française (consulté le 8 avril 2023)